# Инглиш Ривър
Инглиш Ривър (на английски: English River) е река в Южна Канада (югозападната част на провинция Онтарио), десен приток на река Уинипег, от системата на река Нелсън. Дължината ѝ е 615 км, която ѝ отрежда 47-о място сред реките на Канада.
Река Инглиш Ривър изтича от езерото Скоч, разположено на 49°11′25″ с. ш. 91°09′10″ з. д. / 49.190278° с. ш. 91.152778° з. д., на 463 м н.в. и започва течението си на изток. Преминава през езерото Лоуър Скоч, при градчето Инглиш Ривър завива на север, а на 49°41′ с. ш. 91°00′ з. д. / 49.683333° с. ш. 91° з. д. на югозапад. В езерото Саудън поема в северна посока, преминава през десетки малки езера и навлиза в югоизточната част на езерото Сьол. При градчето Ър Фолс изтича от нега, продължава на югозапад и запад, преминава през още няколко езера и се влива отдясно в река Уинипег, на 298 м н.в.
Площта на водосборния басейн на реката е 52 300 km2, което представлява 38,5% от водосборния басейн на река Уинипег. Басейнът ѝ обхваща част от югозападния сектор на провинция Онтарио.
Реката има два основни десни притока: Вермильон (35 км) и Уабигън (235 км).
Многогодишният среден дебит в устието ѝ е 435 m3/s. Максималният отток на реката е през май-юни – 479 m3/s, а минималния през декември-март – 356 m3/s. Дъждовно-снегово подхранване. От началото на декември до началото на април река Инглиш Ривър замръзва.
По течението на реката има изградени 4 ВЕЦ-а:
Езеро Сьол – 2009 г., 13 MW
Ър Фолс – 1948 г., 17 MW
Маниту Фолс – 1958 г., 73 MW
Карибу Фолс – 1958 г., 91 MW